# Gestione della catena di distribuzione
La gestione della catena di distribuzione (in inglese supply chain management, SCM) riguarda diverse attività logistiche delle aziende, con l'obiettivo di controllare le prestazioni e migliorarne l'efficienza.
Tra queste attività sono incluse la catalogazione sistematica dei prodotti e il coordinamento strategico dei vari membri della catena di distribuzione.
Il supply chain management fornisce quindi un collegamento e si occupa di coordinare le attività di produzione, acquisto e logistica. Si divide in "supply chain planning system", il quale aiuta l'azienda nel generare le previsioni di produzione e nello sviluppare i piani di acquisto e produzione, e in "supply chain execution system", il quale consente il coordinamento e il controllo dei flussi di prodotti che ci sono tra il magazzino e i vari centri di distribuzione. Sono fondamentali per ciò che riguarda il Business, in particolare i sistemi SCM, se utilizzati nella maniera corretta, consentono di garantire un elevato livello di servizio verso il cliente.

## Panoramica
Nonostante l'alta popolarità del supply chain management sia nella teoria sia nella pratica, non esiste unanime consenso sul suo significato, anche perché il suo sviluppo in ambito manageriale e accademico è recente.

Esistono decine di definizioni che possono essere sintetizzate, tuttavia, nei seguenti approcci:
- SCM inteso come nulla di più che un nome diverso dato all'integrazione logistica (Tyndall G. 1998)
- SCM leggibile come una integrazione verticale tra imprese (Cooper M.C., Ellram L. M 1993).
- SCM considerato come un processo di gestione e coordinamento (La Londe B.J., 1997)
- SCM concepito come una filosofia manageriale di gestione (Ellram L.M., Cooper M.C, 1990) che guida i membri della supply chain verso la creazione di valore per il cliente.

Probabilmente la definizione che riassume tutti questi concetti è tuttavia la seguente:
la gestione della catena di fornitura è un sistematico e strategico coordinamento delle tradizionali funzioni aziendali e delle tattiche prima all'interno di ogni azienda e poi lungo i vari membri della catena di distribuzione con l'obiettivo di migliorare le prestazioni di lungo periodo dei singoli membri e dell'intera catena (Mentzer 2001); mentre per catena di distribuzione si intende una serie di tre o più entità (organizzazioni o individui) direttamente coinvolte in flussi (a monte e/o a valle) di prodotti, servizi, denaro e/o informazioni dalla materia prima fino all'ultimo cliente (Mentzer 2001). Possono esistere anche dei flussi di ritorno, solitamente inclusi nella cosiddetta logistica di ritorno (reverse logistics).
Ci sono vari livelli di complessità di catena distributiva:
Si può avere una catena di distribuzione semplice e diretta che consiste nel collegamento immediato tra l'impresa e il fornitore e tra l'impresa e il cliente attraverso uno o più scambi di flussi di prodotti, di servizi, di denaro e di informazioni; quindi, allo stesso modo ma in maniera più estesa e complessa può comprendere anche in sequenza i fornitori dei fornitori e i clienti dei clienti, coinvolti in uno o più scambi di flussi di prodotti, di servizi, di denaro e di informazioni. Infine vi potrà essere una catena di distribuzione con un grado di complessità maggiore (probabilmente su scala globale) che include tutte le imprese dal primo fornitore all'ultimo cliente da valle a monte, coinvolti nello scambio di flussi di prodotti, di servizi, di denaro e di informazioni.

## Evoluzione della gestione nella catena di distribuzione
L'ambiente in cui operano le imprese è profondamente mutato, e con esso l'organizzazione aziendale ha subito una profonda evoluzione. Nel tempo, infatti, si è assistito a un progressivo spostamento del controllo del mercato dal prodotto al cliente e quindi ai consumatori finali. Oggi è ormai consolidata la necessità di monitorare, anticipare e controllare i fenomeni di vendita, prevedendo l'evoluzione dei consumi e delle tendenze del mercato.
A essere coinvolta è l'azienda nella sua totalità e tutte le singole aree: dal marketing al controllo, ma un ruolo determinante è comunque ricoperto dalla catena della logistica. A questa da sempre è stata attribuita un'importanza secondaria, ma attualmente è stata rivalutata, grazie anche all'affermazione di Internet e delle nuove modalità di scambio di beni e servizi da essa portate. La logistica per qualsiasi tipo di impresa, sia essa di piccole, medie o grandi dimensioni, ha assunto in questi ultimi anni una valenza determinante con contorni addirittura strategici, contribuendo in modo rilevante ad aumentare la redditività dell'intero "processo di business" aziendale.
La logistica è essenzialmente una pianificazione di processi, organizzazione e gestione di attività, mirante a ottimizzare il flusso di materiale e le relative informazioni all'interno e all'esterno dell'azienda. La gestione logistica, in una visione prettamente tradizionale, si occupa principalmente dell'ottimizzazione dei flussi materiali (beni) e di quelli immateriali (informazioni) all'interno dell'impresa. Rappresenta il tassello di un sistema complesso di processi decisionali che coinvolgono una pluralità di attori in differenti ambiti: dalla produzione alla distribuzione, alla vendita.
La gestione della catena di distribuzione riconosce che l'integrazione limitata all'interno della azienda non è più sufficiente. Oggi è diventato necessario e indispensabile il coinvolgimento anche della rete di imprese che si trovano a monte e a valle nei processi e nelle attività che producono valore in termini di prodotti e servizi al consumatore finale. Le aziende non possono più essere viste come unità singole ma come configurazioni-costellazioni di imprese nella classica forma reticolare con nodi interrelati ad altri (rapporti tra imprese e clienti), via extranet (rete che collega l'impresa con entità esterne), intranet (rete interna collaboratori azienda) e Internet (rete telematica mondiale computer connessi), nelle complesse operazioni di produzione e vendita con l'obiettivo di raggiungere il "focus" della attività aziendale che è quello di soddisfare le esigenze del cliente (soddisfazione).
In sostanza, la gestione della catena di distribuzione mira a costruire ed ottimizzare i legami, la collaborazione ed il coordinamento tra fornitori, terzisti, clienti e distribuzione. Bisogna abilitare un modello di collaboration innovativo e allo stesso tempo proceduralizzare la conoscenza, è fondamentale instaurare una relazione basata sulla volontà condivisa di crescere nel proprio business. Crescere insieme significa supportare le competenze dei collaboratori nel tempo, attraverso la generazione di un circolo virtuoso da cui attingere competenze
La catena di fornitura deve essere governata da solidi principi di integrazione e da eccellenti sistemi di coordinamento, tecnologici ovviamente. Conoscere, e soprattutto utilizzare, sistemi che consentono di misurare le prestazioni operative delle attività aziendali è la chiave di volta per garantire il successo del business. Mappare i processi, evidenziare i flussi, misurare le prestazioni per ridurre i costi connessi alla logistica e alla movimentazione delle merci è oggi essenziale. Automatizzare i processi e monitorarli real time rende possibile una reale ottimizzazione degli ordini minimizzando i rischi.
Limitare quanto più possibile le interruzioni dell'operatività affidandosi a solidi e strutturati sistemi di controllo, in uno scenario sempre più globalizzato è garanzia di successo.
Nuovi ambiti applicativi nello studio dei big data e dei processi transazionali consentono oggi di ricomporre i pezzi di un puzzle chiamato supply chain. Una SC frammentata, polverizzata da passaggi tra fornitore e committente. È là che, nella maggior parte delle volte, si annidano criticità e colli di bottiglia dovuti a una scorretta gestione del Business Process.
Bisogna traguardare la Process Intelligence in ambito catena di distribuzione, ovvero l'analisi in tempo reale dei dati di processo per mappare e analizzare l'andamento dei processi logistici e continuamente ridisegnare la mappa delle attività logistiche con la flessibilità necessaria a rivoluzionare il processo o l'organizzazione, se necessario

## Funzioni del SCM
Scopo primario del SCM è quello di massimizzare il livello di servizio al cliente finale, ottimizzando contestualmente i costi operativi e il capitale impegnato. È di sostanziale importanza sottolineare che, nei progetti di SCM, la collaborazione gioca un ruolo primario. È proprio attraverso questa collaborazione che si arriva a migliorare alcune funzioni come:
- la previsione della domanda, necessaria al fine di comprendere più approfonditamente le esigenze dei consumatori;
- la pianificazione della domanda, per realizzare piani di azione più attendibili e precisi e ridurre il numero di resi (logistica di ritorno);
- il trattamento degli ordini;
- la pianificazione della capacità produttiva e quindi il conseguente utilizzo ottimale degli impianti;
- la pianificazione dell'utilizzo dei materiali;
- l'integrazione tra domanda e fornitura;
- l'integrazione e collaborazione tra produzione, logistica e marketing.